# Quận Moore, Texas
Quận Moore (tiếng Anh: Moore County) là một quận trong tiểu bang Texas, Hoa Kỳ. Quận lỵ đóng ở thành phố Dumas6. Theo kết quả điều tra dân số năm  2000 của Cục điều tra dân số Hoa Kỳ, quận có dân số 20.121 người.

## Thông tin nhân khẩu
Theo điều tra dân số 2 năm 2000, đã có 20.121 người, 6.774 hộ, và 5.331 gia đình sống trong quận. Mật độ dân số là 22 người cho mỗi dặm vuông (9/km ²). Có 7.478 đơn vị nhà ở với mật độ trung bình là 8 cho mỗi dặm vuông (3/km ²). Cơ cấu dân tgoojc dân cư quận có 63,93% người da trắng, 0,69% da đen hay Mỹ gốc Phi, 0,67% người Mỹ bản xứ, 0,86% người châu Á, 0,03% người đảo Thái Bình Dương, 31,20% từ các chủng tộc khác, và 2,62% từ hai hoặc nhiều chủng tộc. 47,50% dân số là người Hispanic hay Latino thuộc chủng tộc nào.
Có 6.774 hộ, trong đó 44,80% có trẻ em dưới 18 tuổi sống chung với họ, 65,10% là các cặp vợ chồng sống với nhau, 9,00% có chủ hộ là nữ không có mặt chồng, và 21,30% là không lập gia đình. 18,20% của tất cả các hộ gia đình đã được tạo thành từ các cá nhân và 8,30% có người sống một mình 65 tuổi trở lên đã được người. Bình quân mỗi hộ là 2,94 và cỡ gia đình trung bình là 3,36.
Trong quận, độ tuổi dân cư quận với 33,60% ở độ tuổi dưới 18, 9,20% 18-24, 28,40% 25-44, 18,30% 45-64, và 10,60% người 65 tuổi trở lên. Tuổi trung bình là 30 năm. Cứ mỗi 100 nữ có 100,60 nam giới. Cứ mỗi 100 nữ 18 tuổi trở lên, đã có 97,40 nam giới.
Thu nhập trung bình cho một hộ gia đình trong quận đã được $ 34.852, và thu nhập trung bình cho một gia đình là 37.985 USD. Nam giới có thu nhập trung bình $ 29.843 so với 19.383 $ cho phái nữ. Thu nhập trên đầu cho các quận được $ 15.214. Giới 10,10% gia đình và 13,50% dân số sống dưới mức nghèo khổ, trong đó có 18,10% những người dưới 18 tuổi và 10,90% có độ tuổi từ 65 trở lên.